# Funció de producció

Gràfic del producte total, mitjà i marginal

En economia, la funció de producció representa la màxima quantitat que es pot produir d'un bé econòmic amb uns recursos; per tant és una aplicació que a un vector de recursos li fa correspondre un escalar que representa la quantitat produïda. La funció de producció d'un productor relaciona la quantitat usada de factors de producció amb la producció obtinguda gràcies a ella. El productor pot ser una economia, un sector productiu o una determinada indústria.

## Supòsits bàsics
No qualsevol funció dels factors de producció resulta una funció de producció raonable, per aquesta raó es consideren una sèrie de supòsits que es creï hauria de satisfer tota funció de producció realista. Els factors de producció inclouen en gairebé tots els casos d'interès pràctic treball i capital; podent incloure en alguns casos terra, matèries primeres o recursos naturals. Freqüentment se simplifica suposant que en molts sectors només hi intervé el capital i el treball, encara que això pot no ser adequat per a altres sectors en particular els que consumin una quantitat apreciable de recursos naturals.

En aquest cas la funció de producció {\displaystyle \scriptstyle F(\cdot ,\cdot )} és una funció monòtona creixent en les variables capital (K), treball (L) i altres factors de producció (Ri), sent la producció Y es té:{\displaystyle \scriptstyle F(\cdot ,\cdot )}

(1){\displaystyle Y=F(K,L,R_{i})\,}

Els supòsits bàsics comuns són:
1. {\displaystyle F(K,0,R_{i})=0,\ \forall K}, és a dir, s'assumeix que només és possible obtenir una mica de producte usant una mínima quantitat de treball L. Encara que aquest supòsit s'usa comunament no és essencial per a la discussió de funcions de producció.
2. {\displaystyle F'_{K},F'_{L},F'_{i}>0\,}, és a dir, les productivitats marginals del capital, el treball i els altres recursos són positives.
3. {\displaystyle F'_{KK},F'_{LL}F'_{ii}<0\,}, és a dir, les productivitats marginals són decreixents, tal com estableix la llei dels rendiments decreixents.
4. {\displaystyle F(\lambda K,\lambda L,\lambda R_{i}),\ \forall \lambda }, és a dir, se suposa que els rendiments d'escala són constants, fet que implica que la funció de producció serà una funció homogènia de primer grau.

La condició (4) no és realment una limitació, ja que com es veurà més endavant, una funció de rendiments d'escala decreixents, pot ser representada per una funció de rendiments d'escala constants en la qual s'introdueix formalment un factor de producció addicional anomenat "mític" o factor "limitant".

## Exemples

### Funció de producció de Cobb-Douglas
Un tipus de funció de producció àmpliament usat és la funció de producció de Cobb-Douglas (amb rendiments d'escala constant) que té la forma:

{\displaystyle Y=A(R_{i})\cdot K^{\alpha }L^{1-\alpha }}

Aquesta funció té la important propietat que {\displaystyle \scriptstyle \alpha } representa la participació del capital i la participació de la mà d'obra {\displaystyle \scriptstyle 1-\alpha } i la productivitat total dels factors pot escriure's fàcilment com:

{\displaystyle PTF={\frac {\Delta A}{A}}={\frac {1}{A}}\sum _{i=1}^{n}{\frac {\partial A(R_{i})}{\partial R_{i}}}\Delta R_{i}}

### Funció de producció CES
La funció de producció amb elasticitat constant de substitució (CES per les seves sigles en anglès) ve donada matemàticament per l'expressió:

{\displaystyle Y=(a_{K}K^{\rho }+a_{L}L^{\rho })^{\frac {1}{\rho }}}

Aquesta funció tendeix a semblar-se a una funció de Cobb-Douglas quan .{\displaystyle \scriptstyle \rho \to 0}

## Rendiments d'escala
Donada una economia de producció o un procés productiu representables mitjançant una funció de producció, es diu que la tecnologia empleada o l'economia té rendiments d'escala decreixents si:

{\displaystyle \forall \lambda >1:\qquad F_{D}(\lambda K,\lambda L,\lambda R_{i})<\lambda F_{D}(K,L,R_{i})}

Això significa que per exemple en duplicar tots els factors la producció total no arriba a duplicar-se. Això pot deure's per exemple que dins de l'economia o el sistema de producció existeixin limitacions d'escala que dificultin la producció o hi hagi una interferència negativa entre diferents agents o processos involucrats en la producció. Per contra una economia amb rendiment constants d'escala:

{\displaystyle \forall \lambda >1:\qquad F_{C}(\lambda K,\lambda L,\lambda R_{i})=\lambda F_{C}(K,L,R_{i})}

El fet interessant és que tota economia de producció o procés productiu amb rendiments d'escala decreixents{\displaystyle \scriptstyle F_{D}(K,L,R_{i})} pot veure's com una economia amb rendiments constants en la qual s'introdueix un factor addicional (freqüentment denominat factor "mític" {\displaystyle \scriptstyle Z}) la provisió del qual està limitada i no pot ampliar-se pel que un increment proporcional en els altres factors amb la mateixa quantitat del factor addicional no aconsegueix un augment de la producció. Per veure això matemàticament definim una funció matemàtica {\displaystyle \scriptstyle {\hat {F}}()} tal que:

{\displaystyle {\begin{cases}{\hat {F}}(\lambda K,\lambda L,\lambda R_{i};\lambda Z)=\lambda {\hat {F}}(K,L,R_{i};Z)\\{\hat {F}}(K,L,R_{i};Z)=Z\ F_{D}(K/Z,L/Z,R_{i}/Z)\end{cases}}}

Del teorema d'Euler sobre funcions homogènies se segueix:

{\displaystyle {\hat {F}}(K,L,R_{i};Z)={\hat {F}}'_{K}K+{\hat {F}}'_{L}L+{\hat {F}}'_{i}R_{i}+{\hat {F}}'_{Z}Z}

I per tant si {\displaystyle \scriptstyle \lambda >1}, usant el resultat anterior per establir una desigualtat:

{\displaystyle {\begin{matrix}F_{D}(\lambda K,\lambda L,\lambda R_{i})={\hat {F}}(\lambda K,\lambda L,\lambda R_{i};1)=\lambda {\hat {F}}(K,L,R_{i};1/\lambda )<\dots \\\dots <\lambda {\hat {F}}(K,L,R_{i};1)=\lambda F_{D}(K,L,R_{i})\end{matrix}}}

De l'anterior relació se segueix que l'escassetat del factor "mític" addicional {\displaystyle \scriptstyle Z} i no una altra cosa és el que estaria produint els rendiments decreixents i que conceptualment sempre podem suposar que els rendiments d'escala decreixents són el resultat de la limitació efectiva d'algun factor intangible addicional. Això mostra que la inclusió de la suposició (4) en l'entre els supòsits bàsics no és una limitació sinó que pot garantir-se sempre que l'economia tingui rendiments decreixents o constants d'escala.
Finalment cal esmentar que ocasionalment poden existir economies d'escala en les quals per alguna raó per a un determinat producte o el conjunt de la mateixa existeixin sinergies positives i reforços mútuament profitosos resultant rendiments d'escala creixents.

## Funcions de producció per capita
Ja que s'ha provat que es pot considerar que la funció de producció és una funció homogènia de grau 1 les funcions de producció absolutes poden reescriure's en termes de la relació capital/treball de l'economia i de la productivitat:

{\displaystyle k:={\frac {K}{L}},\qquad y:={\frac {Y}{L}}}

On:
{\displaystyle k\,}és la relació capital treball.
{\displaystyle y\,}és el producte per unitat de mà d'obra o productivitat total.

Considerant {\displaystyle \scriptstyle \lambda =1/L} i introduint aquest valor en la funció de producció total tenim:

{\displaystyle F(\lambda K,\lambda L,\lambda R_{i})=\lambda Y\Rightarrow \quad {\frac {Y}{L}}=F\left({\frac {K}{L}},1,{\frac {R_{i}}{L}}\right)\Rightarrow \quad y=f(k,r_{i})}

On:
{\displaystyle r_{i}\,} són les quantitats d'altres factors de tipus recursos o matèries primeres per unitat de treball.
{\displaystyle f(x,y):=F(x,1,y)\,} és la funció de producció per capita o intensiva que és expressable en termes de la funció de producció total o extensiva.

Si les quantitats de recursos naturals es mantenen constants llavors tenim que la funció de producció es pot expressar com:

{\displaystyle Y=Lf_{r_{1},\dots ,r_{n}}(k)=Lf(k,r_{i})}

on la funció {\displaystyle \scriptstyle f_{r_{1},\dots ,r_{n}}(\cdot )} serà en general una funció de rendiments d'escala decreixents o constants.